# Calicotrivierkreeft
De calicotrivierkreeft (Faxonius immunis, synoniem Orconectes immunis) is een kreeftensoort uit de familie van de Cambaridae. De wetenschappelijke naam van de soort werd in 1870 als Cambarus immunis gepubliceerd door Hermann August Hagen. De soort staat in de Europese Unie sinds 2025 op de Unielijst voor invasieve uitheemse soorten.